# Montgenèvre
Montgenèvre je prijevoj (1854 m) i zimovalište (524 st.) u zapadnim Alpama, između Kotijskih i Grajskih Alpa na na jugoistoku Francuske, blizu granice s Italijom.

## Povijest
Prijevoj otvorio rimski vojskovođa Gnej Pompej 77. godine. Najvažnija ruta preko Alpa, njime su prošle Hanibalove i Cezarove vojske. Cestu je preko prijevoja izgradio Napoleon, a gradnja je trajala od 1802. do 1807.

## Vanjske poveznice
|  | Zajednički poslužitelj ima još gradiva o temi Montgenèvre |